# Shoshana Damari

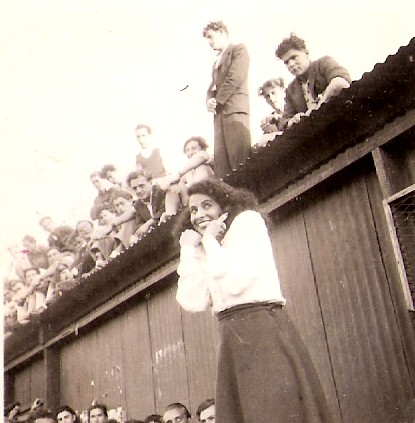
Shoshana Damari a Xipre (1947 o 1948)

Shoshana Damari (en hebreu, שושנה דמארי; Dhamar, 1923 - ?, 2006) fou una cantant israeliana, nascuda al Iemen. Emigrà amb la seva família al Mandat Britànic de Palestina i començà la seva carrera com a cantant als 14 anys. Fou coneguda pel seu accent iemenita a l'hora de cantar en hebreu. Publicà el seu primer disc el 1948 i és considerada la reina de la cançó israelita.